# Cao su tự nhiên

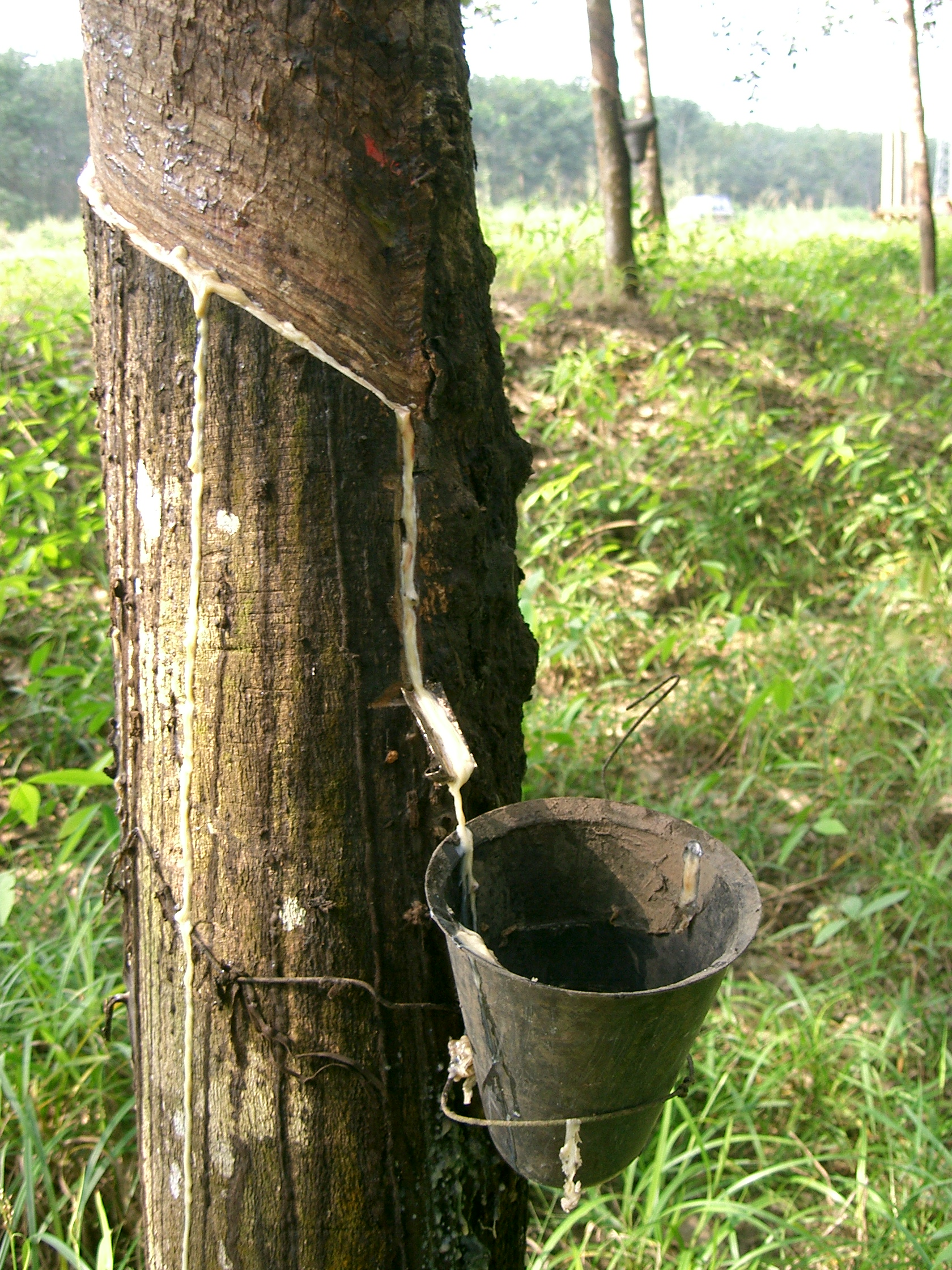
Mủ cao su lấy từ cây cao su, Cameroon

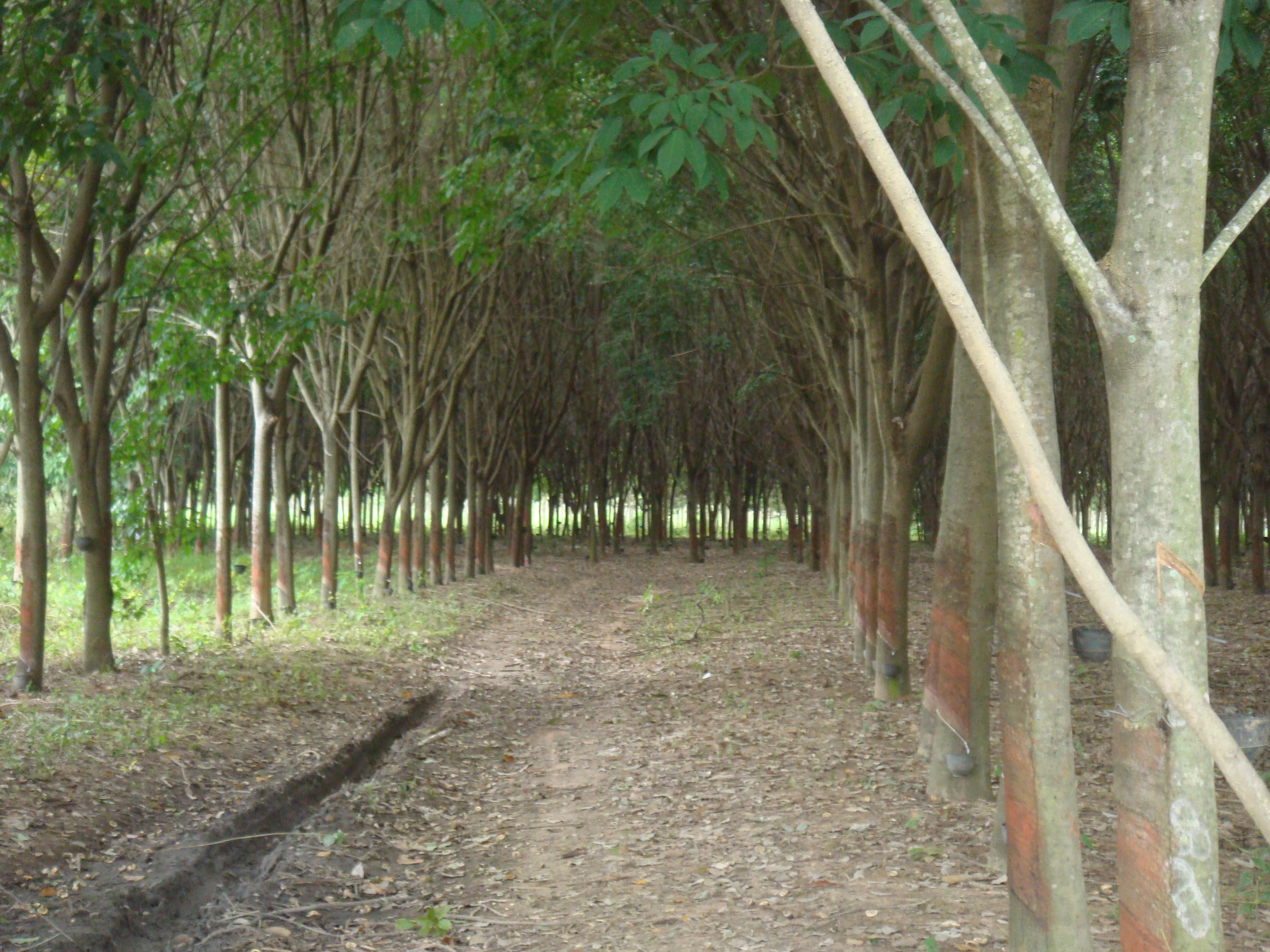
Đồn điền cây cao su tại Thái Lan

Cao su tự nhiên hay cao su thiên nhiên là loại vật liệu được sản xuất từ mủ cây cao su (Hevea brasiliensis) của họ Đại kích (Euphorbiaceae).
Những người dân Nam Mỹ là những người đầu tiên phát hiện và sử dụng cao su tự nhiên ở thế kỷ 16. Nam Mỹ vẫn là nguồn chính của mủ cao su với số lượng rất hạn chế được sử dụng trong nhiều thế kỷ 19. Tuy nhiên, vào năm 1876, Henry Wickham nhập lậu 70.000 Para hạt giống cây cao
su từ Brazil và đã giao cho Kew Gardens,Anh. Chỉ 2.400 trong số này nảy
mầm sau đó cây con sau đó được gửi đến Ấn Độ, Sri Lanka, Indonesia, Singapore, và Anh Malaya. Malaya (tại bán đảo
Malaysia) sau này trở thành nhà sản xuất lớn nhất của cao su. Trong
những năm 1900, các Bang Tự do
Congo ở châu Phi cũng
là một nguồn quan trọng của mủ cao su tự nhiên, chủ yếu được thu thập bởi lao động
cưỡng bức. Liberia và Nigeria cũng bắt đầu sản xuất cao su.
Ở Ấn Độ, canh tác thương mại của cao su tự nhiên đã được thực hiện bởi các chủ đồn điền người Anh, mặc dù những nỗ lực thử nghiệm để phát triển cao su trên quy mô thương mại ở Ấn Độ được bắt đầu rất sớm vào năm 1873 tại Vườn Bách thảo, Calcutta. Đồn điền thương mại đầu tiên Heave ở Ấn Độ đã được thành lập tại Thattekadu ở Kerala vào năm 1902.
Tại Singapore và Malaysia, sản xuất thương mại cao su đã được rất nhiều thúc đẩy bởi Sir Henry Nicholas Ridley, người từng là Giám đốc khoa học đầu tiên của Vườn Bách thảo Singapore 1888-1911. Ông phân phối hạt giống cao
su cho nhiều người trồng và phát triển các kỹ thuật đầu tiên để khai thác mủ mà không gây ra thiệt hại nghiêm trọng cho cây.Henry Wickham hái hàng ngàn hạt ở Brasil vào năm 1876 và mang những hạt đó đến Kew Gardens (Anh) cho nảy mầm. Các cây con được gửi đến Colombo, Indonesia, và Singapore.
Tuy nhiên, việc sử dụng cao su trở nên phổ biến chỉ khi quá trình lưu hóa cao su được các nhà hóa học tìm ra vào năm 1839. Khi đó, cao su tự nhiên chuyển từ trạng thái chảy nhớt sang trạng thái đàn hồi cao.
Ngoài cây cao su, các loại cây khác có thể cho mủ là đa búp đỏ (Ficus elastica), các cây đại kích, và bồ công anh thông thường. Tuy các loài thực vật này chưa bao giờ là nguồn cao su quan trọng, Đức đã thử sử dụng những cây đó trong Chiến tranh thế giới thứ hai khi nguồn cung cấp cao su bị cắt. Nghiên cứu về việc này kết thúc khi cao su tổng hợp được phát triển.
Tỷ trọng của nó là 920 kg/m³.

## Cấu tạo hóa học
Về mặt hóa học, cao su thiên nhiên là polyisopren - polyme của isopren.
Mạch đại phân tử của cao su thiên nhiên được hình thành từ các mắt xích isopren đồng phân cis liên kết với nhau ở vị trí 1,4.
Ngoài đồng phân cis 1,4, trong cao su thiên nhiên còn có khoảng 2% mắt xích liên kết với nhau ở vị trí 3,4.
Có cấu tạo tương tự với cao su thiên nhiên, nhựa cây Gutapertra được hình thành từ polyme của isopren đồng phân trans 1,4.

## Tính chất

### Tính chất vật lý
Ở nhiệt độ thấp, cao su thiên nhiên có cấu trúc tinh thể. CSTN kết tinh với vận tốc nhanh nhất ở -25 °C. CSTN tinh thể nóng chảy ở 40 °C.
| - Khối lượng riêng: 913 kg/m³ - Nhiệt độ hóa thủy tinh (Tg): -70 °C - Hệ số giãn nở thể tích: 656.10−4 dm³/°C - Nhiệt dẫn riêng: 0,14 w/m°K - Nhiệt dung riêng: 1,88 kJ/kg°K - Nửa chu kỳ kết tinh ở -25 °C: 2÷4 giờ |  | - Thẩm thấu điện môi @1000 Hz/s: 2,4÷2,7 - Tang của góc tổn thất điện môi: 1,6.10−3 - Điện trở riêng: - Crếp trắng: 5.1012 - Crếp hong khói: 3.1012 |  |  |

Cao su thiên nhiên tan tốt trong các dung môi hữu cơ mạch thẳng, mạch vòng và CCl4. Tuy nhiên, CSTN không tan trong rượu và xetôn.